# EHF Champions League 2000-01 (kvinder)
EHF Champions League 2000-01 for kvinder var den ottende EHF Champions League-turnering for kvinder. Turneringen blev arrangeret af European Handball Federation og havde deltagelse af 32 hold. Holdene spillede først to cup-runder (1/32- og 1/16-finaler). De otte vindere af 1/16-finalerne gik sammen med otte direkte kvalificerede hold videre til gruppespillet, der bestod af fire grupper med fire hold, hvorfra de fire vindere og fire toere gik videre til kvartfinalerne.
Turneringen blev for første gang vundet af RK Krim Neutro Roberts fra Slovenien, som over to kampe samlet vandt 47-41 over Viborg HK fra Danmark, som måtte se sig slået i Champions League-finalen for anden gang. De danske sølvvindere fra FIF repræsenterede ligeledes Danmark i turneringen og nåede gruppespillet, hvor holdet endte på fjerdepladsen i gruppe A.

## 1. kvalifikationsrunde
| Hold #1           | Sammenl. | Hold #2             | 1.    | 2.    |
| ----------------- | -------- | ------------------- | ----- | ----- |
| Spartak Kiev      | 61–36    | Interinvest Mostar  | 32–21 | 29–15 |
| Agrotel Plovdiv   | 35–69    | Podravka Koprivnica | 17–38 | 18–31 |
| BGPA Minsk        | 48–65    | Montex Lublin       | 24–33 | 24–32 |
| Madeira           | 53–49    | Radnički Beograd    | 27–24 | 26–25 |
| Spono Nottwil     | 52–53    | Anagennisi Artas    | 25–26 | 27–27 |
| Akva Volgograd    | 70–35    | TMO Ankara          | 34–19 | 36–16 |
| VOC Amsterdam     | 43–44    | Egle Vilnius        | 25–23 | 18–21 |
| Slovan Duslo Sala | 71–36    | Siracusa            | 40–17 | 31–19 |

## 2. kvalifikationsrunde
| Hold #1             | Sammenl. | Hold #2            | 1.    | 2.    |
| ------------------- | -------- | ------------------ | ----- | ----- |
| Leipzig             | 61–62    | Spartak Kiev       | 33–27 | 28–35 |
| Podravka Koprivnica | 37–40    | Oltchim Rm. Valcea | 18–19 | 19–21 |
| Győri Graboplast    | 45–44    | Montex Lublin      | 23–19 | 22–25 |
| Madeira             | 39–68    | Baekkelagets       | 22–31 | 17–37 |
| Olimpija Ljubljana  | 51–52    | Anagennisi Artas   | 31–27 | 20–25 |
| Akva Volgograd      | 40–36    | Metz               | 25–20 | 15–16 |
| Amadeo Tortajada    | 61–45    | Egle Vilnius       | 31–23 | 30–22 |
| Slovan Duslo Sala   | 53–55    | Frederiksberg      | 29–27 | 24–28 |

## Gruppespil

### Gruppe A
| Hold                  | Kampe | V | U | T | M+  | M-  | Pts |
| --------------------- | ----- | - | - | - | --- | --- | --- |
| Budućnost Podgorica   | 6     | 3 | 2 | 1 | 171 | 149 | 8   |
| Akva Volgograd        | 6     | 3 | 1 | 2 | 148 | 126 | 7   |
| Hypo Niederösterreich | 6     | 3 | 0 | 3 | 158 | 162 | 6   |
| Frederiksberg         | 6     | 1 | 1 | 4 | 132 | 172 | 3   |

### Gruppe B
| Hold                 | Kampe | V | U | T | M+  | M-  | Pts |
| -------------------- | ----- | - | - | - | --- | --- | --- |
| Herz Ferencvárosi TC | 6     | 4 | 0 | 2 | 175 | 142 | 8   |
| Baekkelagets         | 6     | 3 | 2 | 1 | 148 | 147 | 8   |
| Amadeo Tortajada     | 6     | 2 | 2 | 2 | 154 | 160 | 6   |
| Lützellinden         | 6     | 1 | 0 | 5 | 149 | 177 | 2   |

### Gruppe C
| Hold               | Kampe | V | U | T | M+  | M-  | Pts |
| ------------------ | ----- | - | - | - | --- | --- | --- |
| Viborg             | 6     | 5 | 0 | 1 | 170 | 145 | 10  |
| Larvik             | 6     | 4 | 0 | 2 | 152 | 132 | 8   |
| Oltchim Rm. Valcea | 6     | 3 | 0 | 3 | 159 | 150 | 6   |
| Anagennisi Artas   | 6     | 0 | 0 | 6 | 139 | 193 | 0   |

### Gruppe D
| Hold             | Kampe | V | U | T | M+  | M-  | Pts |
| ---------------- | ----- | - | - | - | --- | --- | --- |
| Krim Ljubljana   | 6     | 3 | 2 | 1 | 153 | 140 | 8   |
| Milar Valencia   | 6     | 4 | 0 | 2 | 160 | 159 | 8   |
| Spartak Kiev     | 6     | 2 | 0 | 4 | 169 | 171 | 4   |
| Győri Graboplast | 6     | 1 | 2 | 3 | 156 | 168 | 4   |

## Kvartfinaler
| Hold #1        | Sammenl. | Hold #2              | 1.    | 2.    |
| -------------- | -------- | -------------------- | ----- | ----- |
| Milar Valencia | 48–53    | Viborg               | 25–19 | 23–34 |
| Akva Volgograd | 44–47    | Herz Ferencvárosi TC | 22–17 | 22–30 |
| Larvik         | 41–49    | Krim Ljubljana       | 24–20 | 17–29 |
| Baekkelagets   | 44–46    | Budućnost Podgorica  | 24–26 | 20–20 |

## Semifinaler
| Hold #1        | Sammenl. | Hold #2              | 1.    | 2.    |
| -------------- | -------- | -------------------- | ----- | ----- |
| Viborg         | 46–42    | Herz Ferencvárosi TC | 24–21 | 22–21 |
| Krim Ljubljana | 53–48    | Budućnost Podgorica  | 28–21 | 25–27 |

## Finale
| Hold #1 | Sammenl. | Hold #2        | 1.    | 2.    |
| ------- | -------- | -------------- | ----- | ----- |
| Viborg  | 41–47    | Krim Ljubljana | 22–22 | 19–25 |